# Cnephasia alticolana
Cnephasia alticolana là một loài bướm đêm thuộc họ Tortricidae. Nó được tìm thấy ở Siberia và hầu hết châu Âu (with the exception of Đảo Anh, Ireland, the Benelux, Na Uy và extreme tây nam Europe).

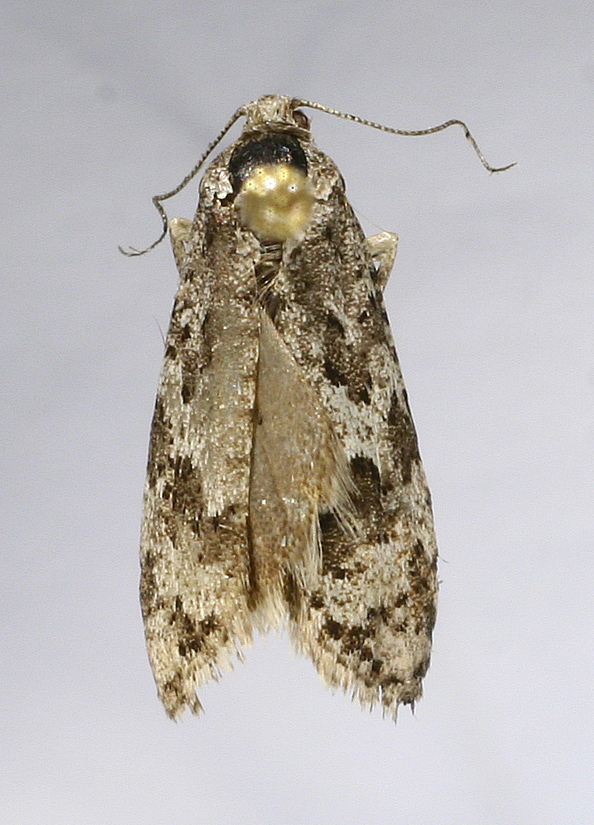

Sải cánh dài 16–22 mm. The moth gặp ở tháng 5 đến the end of tháng 8.
Ấu trùng ăn Bellis, Crepis, Hieracium, Plantago, Primula, Rumex, Taraxacum và Urtica species.